# Анджей Врона
А̀нджей Зджѝслав Вро̀на (на полски: Andrzej Zdzisław Wrona) е полски волейболист, национален състезател от 2013 г. Играе на поста централен блокировач. Настоящият му клубен отбор е Скра Белхатов.